# Antonio Muñoz Vera
Antonio Muñoz Vera (Doña Mencía, provincia de Córdoba, 1945) es dueño junto con sus hijos de una empresa productora de aceite de oliva (Capricho Andaluz) (Córdoba), y hasta el 12 de julio de 2012 fue el máximo accionista del equipo de fútbol español Cádiz Club de Fútbol, y presidente del mismo club de 1995 a 1997 y de 2000 a 2010, con un paréntesis en este periodo que corresponde al verano de 2007. Está casado y tiene tres hijos. 

## Biografía
Su vinculación con el Cádiz se remonta a los años 80, donde formaba parte del Consejo de Administración cuyo presidente era Manuel Irigoyen Roldán. Alcanzó la presidencia del club en la temporada 1995/96, conjuntamente con Manuel García Fernández, que abandonaría la co-presidencia al finalizar la temporada. El equipo ya estaba en 2ºB y convertido en Sociedad Anónima. Muñoz empezó fuerte y dispuesto a no consentir insolencias para conseguir el regreso a Segunda División, y a tenor de pobres resultados, despide fulminantemente a cuatro jugadores de la plantilla, Zapatera, Rafa Bono, Pino y Ortíz, por bajo rendimiento, pero a pesar de ello no se conseguirá el ansiado ascenso ni en aquella temporada ni en las dos siguientes, y de hecho sólo en la 97/98 el equipo quedaría entre los cuatro primeros para jugar la liguilla de ascenso, con resultado negativo. 
En ese año 1998, el mismo que fallece Manuel Irigoyen, vende el club al grupo ADA, que nombra presidente a Rafael Mateo y durante los dos siguientes años se invierte fuerte para ascender, pero ambas campañas resultan ser un fiasco deportivo, lo que provoca que al tercer año, lo que nos lleva a la temporada 2000/01, ADA anuncie que deja de invertir en el equipo, cansada de gastar dinero sin resultados.

El equipo acaba aquella temporada duodécimo, rozando los puestos de Tercera División en buena parte del campeonato, la muestra más palpable que urge un cambio de manos en el club. La siguiente temporada, 2001/02, estará marcada en el conjunto cadista por los encierros protagonizados por los jugadores y cuerpo técnico, mientras se negociaba una venta complicada; Antonio Muñoz y el grupo ADA no conseguían ponerse de acuerdo con las cuantías, y a todo esto la liga pasaba y los jugadores seguían sin cobrar. Parecía estar todo cerrado cuando ADA vendió la titularidad del club a la sociedad Zalinde cuyo líder era el empresario jerezano Antonio Mendoza, pero éste no pudo hacerse cargo de los pagos comprometidos. Así pues, ADA volvía a poseer el club, aunque por entonces recobraba fuerza la opción de Muñoz de recomprar el club. El 16 de marzo se reunieron y se acordó que Antonio Muñoz y Rafael Gutiérrez Polanco se iban a comprometer a pagar conjuntamente la compra del club; sin embargo, Polanco se retira y Muñoz debe recurrir a la sensibilidad del aficionado para pagar su parte, abre dos cuentas bancarias y participa en la campaña "camiseta de la salvación", consiguiendo recaudar 210.000 euros, de los que 180.000 sirven para abonar a ADA y recuperar la presidencia del Cádiz.
En el año 2007 el Cádiz estaba en Segunda División y con un plantel asentado entre Primera y Segunda. La temporada 2005/06 se había jugado en Primera, que se descendió ese mismo año para dar paso a una temporada en Segunda más discreta, aun con un buen quinto puesto final. Fue entonces cuando Antonio Muñoz decide vender el club a Arturo Baldasano aquel verano; sin embargo, a Baldasano no le salen las cuentas; y después de confeccionar la plantilla, cuerpo técnico y directiva, no tardará en descubrir que el club esconde una deuda espantosa, acumulada durante los años de presidencia de Muñoz, y se desencadena una serie de amagos de irse y quedarse, y finalmente, a pesar de las reuniones con el Ayuntamiento de Cádiz, Baldasano abandona el Cádiz con la liga empezada y las cuentas al descubierto. Antonio Muñoz recupera de esta forma la presidencia, pero el club se encuentra en quiebra técnica y en lo deportivo tampoco acompañó; la plantilla, diseñada para el ascenso a Primera, no rinde lo esperado y poco a poco se va hundiendo en la clasificación, hasta que en la última jornada, con el empate en Alicante ante el Hércules Club de Fútbol, se consume la tragedia y el Cádiz desciende a 2ºB.
Lastrado por lo sucedido, y a pesar de que la siguiente temporada se asciende de nuevo a Segunda, vuelve a descender en 2010, esta vez fruto de una mala planificación deportiva donde imperaban terceras o cuartas opciones en fichajes. Tras el último partido de aquella liga disputado el 18 de junio de 2010, con una estéril victoria contra el Club Deportivo Numancia por 4-2 que no impedía el descenso, Antonio Muñoz y toda su directiva presentan su dimisión en bloque y anuncian que el club está de nuevo en venta. Muñoz deja de ser presidente, pero sigue conservando el paquete mayoritario de acciones, lo que en la práctica viene a ser lo mismo. En todo este tiempo hasta hoy, varios interesados en la compra del club han preguntado pero se han echado atrás por razones de los exagerados 3,5 millones que pide Muñoz, las enmarañadas deudas del club, puntos y cláusulas discutibles, pactos de silencio o el hecho que el equipo esté en 2ºB, con el consecuente riesgo de invertir y no recibir, como le ocurriera a ADA.
Un mes después se anunció que el club entraba en Ley Concursal. Este hecho, junto con los dos descensos a 2ºB casi seguidos y el desengaño de muchos hacia la gestión de Muñoz creyendo todos estos años que el club estaba económicamente saneado, fueron los detonantes que provocaron movilizaciones contra el empresario cordobés así como su directiva, principalmente la Plataforma Vende y Vete, que busca un cambio de accionariado, o la revista quincenal Ese Cádiz...Oé!, quienes no se andan con rodeos a la hora de criticar la gestión de Muñoz y sus trapos sucios, lamentando además la actitud pasiva de otros medios de comunicación de la ciudad así como del Ayuntamiento.
En el verano de 2011 Enrique Pina, presidente del Granada Club de Fútbol, conseguía los derechos de gestionar deportivamente al club y se contemplaba una posible compra del mismo en 2012, al finalizar la liga. De ese posible hecho dependería, a priori, de la permanencia del Granada en Primera División y el ascenso del Cádiz a Segunda. Pina mantiene estrechas relaciones con la familia Pozzo, propietaria del club italiano Udinese, en cuanto a cesión y traspasos de jugadores al Granada y al Cádiz.
El Granada consiguió la permanencia en Primera aquel año, sin embargo el Cádiz no pudo ascender a Segunda al caer en la última ronda ante el CD Lugo. No obstante, Pina siguió interesado por el club, y le pide a Muñoz que le ceda sus acciones durante un año para poder gestionar plenamente el club, tratar nuevamente de ascender y sólo a partir de ahí, en su opinión, empezará a haber beneficios. Pero Muñoz finalmente rechaza la propuesta y el 12 de julio de 2012 vende sus acciones y las del Grupo Bahía (que suman 50,5 % del total) a un grupo de capital internacional, italo-suizo para ser más exactos, con cabeza visible para el Cádiz en la figura de Florentino Manzano García como nuevo presidente, fundador del FC Cartagonova renombrado más tarde a FC Cartagena, Alessandro Gaucci, como director deportivo, y Giovanni del Re como representante del club inversor, poniendo fin a la etapa de Muñoz como máximo accionista del club.
El caso Chico
Uno de sus turbios asuntos que han indignado de sobremanera a la sufrida afición cadista es la famosa plusvalía por José Manual Flores, alias "Chico" a través de unos acuerdos al margen de la ley con el Almería, equipo que fichó al jugador en 2008 y traspasó dos años más tarde al Genoa italiano; el acuerdo consistía básicamente en que Muñoz aceptaba alegremente un chantaje del Almería de pagarle al Cádiz sólo 500.000 euros en conceptos de derechos de formación del jugador en lugar del 30% del traspaso al Genoa tal y como estipula la ley, bajo "amenaza" de traspasarlo encubiertamente al equipo italiano con una cesión, con lo que no se percibiría dinero alguno. Como quiera que el Genoa pagó por el jugador 4.300.000 euros, el Cádiz debería percibir 1.290.000 y no esos 500.000 euros. El principal argumento esgrimido por Muñoz para aceptar el chantaje fue "la agobiante necesidad de conseguir dinero líquido", pero curiosamente el dinero no llegó al club amarillo.
La magistrada del Juzgado nº 1 de lo Mercantil resolvió el juicio sobre el ‘caso Chico’, que se celebró el 28 de junio de 2011, a favor de los intereses del Cádiz y gracias totalmente a la gestión y demanda presentada por los tres administradores concursales que controlan al Cádiz: Pedro Pablo Cañadas, José Luis Molina y Pascual Valiente. Estos dos últimos estuvieron en el juicio.
El abogado Pascual Valiente defendió la demanda y en sus intervenciones puso en evidencia no sólo a un nervioso y titubeante Muñoz, al que acusó del perjuicio económico que le había hecho al Cádiz.
Le dijo, además, que firmó ese acuerdo de renuncia de 500.000 euros, en vez de 1.290.000 que realmente le correspondía por contrato por el 30%- sin autorización porque él ya sabía que el Cádiz -a su
petición- ya estaba en Ley Concursal.
Anecdóticamente ese documento de renuncia se presentó en el juzgado sólo con la firma del entonces presidente Antonio Muñoz y sin ninguna rúbrica del Almería.
Pascual Valiente también puso entre las cuerdas al director general almeriense, Juan José Bonilla, que confirmó ante la jueza, que su club no había pagado al Cádiz ni un solo euro de esos 500.000 euros, tras renunciar Muñoz al 30%, ni lo había depositado en la Seguridad Social.
En la vista no se sostuvo el argumento de Muñoz de que había accedido a esa renuncia "por la agobiante necesidad que el club tenía de liquidez".
La jueza coincidió en sus apreciaciones con Pascual Valiente comentando que, como quedaba demostrado, el Cádiz no tenía tal necesidad de dinero para su supervivencia porque, pese a no haber cobrado nada en un año, seguía funcionando y en competiciones oficiales.
En el juicio también declararon el representante de Chico, Álvaro Torres, y el director deportivo del Almería, Alberto Benito. Un letrado italiano -del equipo del ‘experto’ en sociedades anónimas deportivas, Juan Tebas (contratado por el Cádiz, a través de Antonio Muñoz), defendió, con muchos titubeos, la tesis de Muñoz Vera.
Aunque quizás lo que más indignó fuera que previamente el expresidente y máximo accionista afirmara que se había hecho justicia, que se le daba al Cádiz lo que es suyo y que estaba ”loco de contento”. Muñoz también decía que en su momento hicieron, como gestores, lo que debían para defender los intereses del Cádiz. Curiosas declaraciones teniendo en cuenta que fue él quien casi impide que el Cádiz percibiera lo que le correspondía. Ya no recuerda lo que él mismo reconoció en las Juntas Generales de Accionistas de 30 de agosto y 23 de diciembre de 2010, y en las que hubo debates y preguntas sobre el 30%. Muñoz perdió los nervios y el vicepresidente Luis Sánchez Grimaldi tuvo que reconocer que el Cádiz no había cobrado nada de los 500 mil euros acordados con el Almería.